# Sepakat Silantai
Sepakat Silantai is een bestuurslaag in het regentschap Sijunjung van de provincie West-Sumatra, Indonesië. Sepakat Silantai telt 1801 inwoners (volkstelling 2010).